# 因甘納山
13°05′57″S 74°59′16″W / 13.09917°S 74.98778°W
因甘納山（Inqhana），是秘魯的山峰，位於該國中南部萬卡韋利卡大區，由萬卡韋利卡省的瓦喬科爾帕區負責管轄，屬於安地斯山脈的一部分，海拔高度5,050米。